# Макбет (фильм, 1979)
«Макбе́т» (англ. Macbeth, другое название — англ. A Performance of Macbeth) — телевизионный фильм режиссёра Филипа Кассона (англ. Philip Casson) 1979 года. Экранизация одноимённой трагедии Уильяма Шекспира.

## Описание
Адаптация пьесы «Макбет» к телеверсии Кассона была написана британским театральным и кинорежиссёром Тревором Нанном, и основывалась на театральной постановке самого Нанна 1976 года для Королевской шекспировской компании (RSC, от англ. Royal Shakespeare Company). Что примечательно, главные роли в телефильме сыграли те же актёры, что и в театральной постановке (Иэн Маккеллен в роли Макбет и Джуди Денч в роли леди Макбет), причем в 1977 году Денч получила за роль в постановке признание Королевского шекспировского театра (в виде своей первой премии Лоуренса Оливье), названные лучшими актёрами этих ролей за десятилетия.
Съёмки телефильма проходили в небольшой театральной студии, на круглой площадке, с минимумом костюмов и отсутствием декораций. Все действия происходят на чёрном фоне, и какие-либо изменения местоположения героев были достигнуты за счёт изменения освещения.

## В ролях
- Иэн Маккеллен — Макбет;
- Джуди Денч — леди Макбет;
- Джон Боун — Леннокс;
- Сьюзен Дьюри — леди Макдуф / 3-я ведьма;
- Джудит Гарт — 2-я ведьма;
- Грег Хикс — Дональбэйн / Сейтон;
- Мери Кин — 1-я ведьма;
- Иэн Макдайармид — Росс.

## Награды и номинации
В 1980 году телефильм «Макбет» был трижды номинирован на премию Британской академии кино и телевизионных искусств (BAFTA, от англ. The British Academy of Film and Television Arts):
- Джуди Денч в категории Лучшая женская роль;
- Питер Кумс (англ. Peter Coombs) в категории Лучший телеоператор;
- Луиджи Боттон (англ. Luigi Bottone) в категории Лучшее телеосвещение (англ. Best Television Lighting).